# Neri e Bonacini

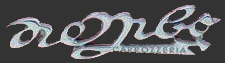
Nembo-Logo von Neri e Bonacini

Neri e Bonacini war ein italienisches Karosseriebauunternehmen aus Modena, das in den 1960er Jahren einzelne Aufsehen erregende Karosserien für italienische Sportwagen herstellte. Die Wagen von Neri e Bonacini erhielten zumeist die Modellbezeichnung Nembo.

## Unternehmensgeschichte
Das Unternehmen Neri und Bonacini wurde 1960 in Modena von Giorgio Neri und Luciano Bonacini gegründet. Beide hatten in den Jahren zuvor bei Maserati als Techniker gearbeitet. Zunächst fungierte das Unternehmen als Werkstatt, in der vor allem technische Komponenten für Automobile hergestellt wurden. So stellten Neri und Bonacini einige Rahmen für Ferrari her; auch der Rahmen für den 350 GTV, Lamborghinis ersten Sportwagen, entstand hier. In der ersten Zeit bestand eine enge Verbindung zur Carrozzeria Sports Cars von Piero Drogo. Neri und Bonacini waren an der Herstellung des legendären Ferrari 250 GT SWB Breadvan beteiligt, der von Giotto Bizzarrini im Auftrag der Scuderia Serenissima entworfen und von Piero Drogo eingekleidet worden war; Neri und Bonacini steuerten hier die technischen Komponenten bei. Zu den Rennwagen, für die Neri e Bonacini technische Komponenten lieferte, gehörte auch der kurzlebige Aguzzoli Condor.
1966 wandelte sich das Unternehmen zu einem Karosseriehersteller. Neri und Bonacini stellten einige schöne Sonderkarosserien auf Chassis von Ferrari, Lamborghini und Iso Rivolta her. Die Wagen waren zumeist unter der Bezeichnung Nembo bekannt, ein Kunstwort, das sich aus den ersten Silben der Nachnamen der Gründer zusammensetzte. In einem weiteren Entwicklungsschritt stellten Neri und Bonacini schließlich ein selbst entwickeltes Auto vor, das in drei Exemplaren produziert wurde. An der Gestaltung der Karosserien hatte zumeist der Amerikaner Tom Meade mitgewirkt, ein junger Kalifornier, dessen Entwürfe sich durch extreme Proportionen auszeichneten und der einige Zeit später eigene Fahrzeuge unter dem Namen Thomassima herstellte.
1967 stellte Neri e Bonacini den Betrieb ein. Luciano Bonacini wechselte zu de Tomaso.

## Die Fahrzeuge

### Die Nembo-Ferraris

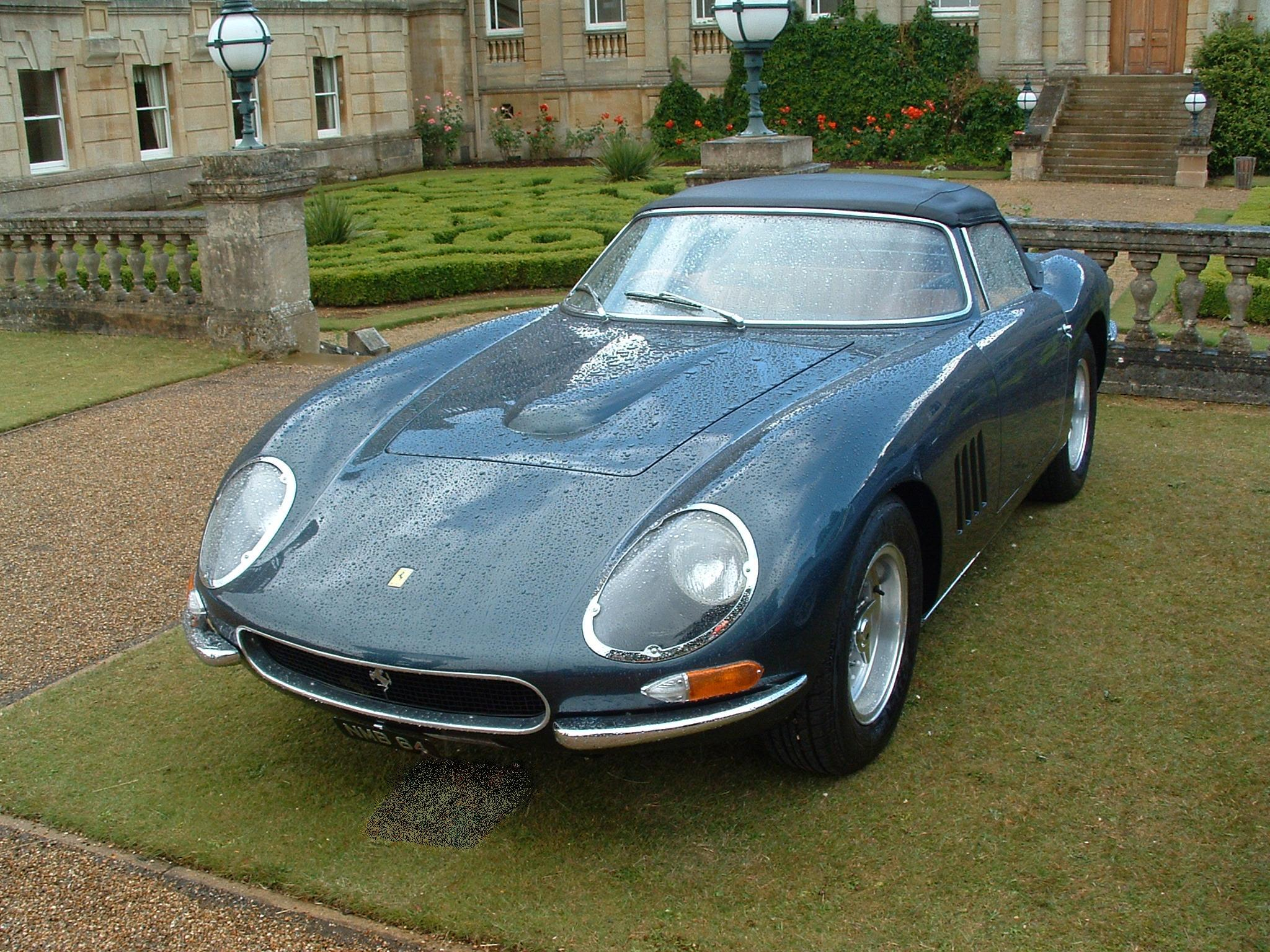
Nachbau eines Nembo-Spyder von 1990, Chassisnummer 5805GT

In den 1960er-Jahren war es unter Ferrari-Fahrern eine gängige Praxis, in die Jahre gekommene Werkskarosserien älterer Fahrzeuge durch neu gestaltete Aufbauten zu ersetzen. Daraus ergab sich ein einträgliches Geschäftsmodell für einige kleinere italienische Karosseriehersteller. Neri e Bonacini bauten von 1965 bis 1967 in Zusammenarbeit mit der Carrozzeria Sports Cars  ein Coupé und mindestens zwei äußerlich ähnliche Spyder, die auf älteren Ferrari-Fahrgestellen basierten. Die als Nembo bezeichneten Fahrzeuge hatten jeweils Plexiglas-Abdeckungen für die Frontscheinwerfer und eine tief angeordnete, ellipsenförmige Kühleröffnung. Allen gemein war der deutlich erkennbare Hüftschwung über den Hinterrädern. Am Design der Nembo Spyder und des Nembo GT war unter anderem Tom Meade beteiligt.
Zu den Nembo-Ferraris gehören
- ein zweisitzige Nembo GT (Nr. 1623GT), der auf einem 250 GT Coupé-Chassis beruhte,
- ein Spyder (Nr. 1777GT), der das Fahrgestell eines 250 GT Cabriolet verwendete,
- und ein weiterer Spyder (Nr. 3771GT), der auf dem Fahrgestell des 250 GT Berlinetta SWB Lusso entstand.

Ohne Bestätigung bleiben Gerüchte über einen dritten Spyder, der auf dem Chassis eines Ferrari 250 GT 2+2 entstanden und in den Libanon geliefert worden sein soll.
Etwa 1990 entstand schließlich ein weiterer Spyder, der das 1964 hergestellte Chassis eines rechts gelenkten 330 GT 2+2 (Nr. 5808GT) nutzte. Er wurde im Auftrag eines britischen Kunden in Giorgio Neris Werkstatt in Modena aufgebaut und orientierte sich stilistisch eng an den zwei Original-Spydern.

### Der Lamborghini 400 Monza

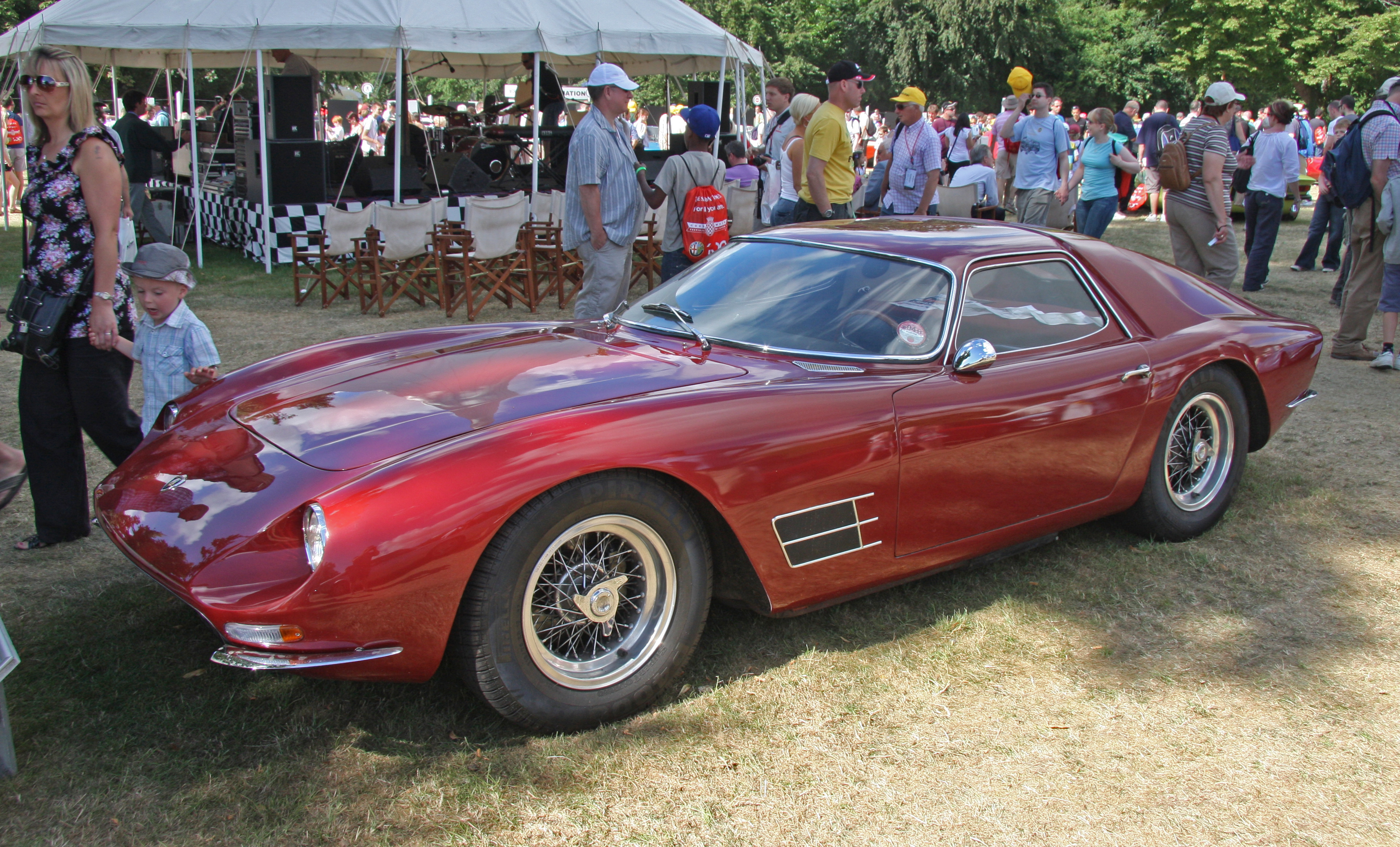
Der Lamborghini 400 GT Monza

Im gleichen Jahr entstand ein Fließheck-Coupé auf der Basis des Lamborghini 400 GT. Der Wagen erhielt die Bezeichnung Lamborghini 400 Monza. Er blieb ein Einzelstück. Er existiert heute noch und wurde im Jahr 2009 in der Schweiz versteigert.

### Der Nembo 7 Litri
Ebenfalls ein Einzelstück war der Nembo 7 Litri aus dem Jahr 1967, ein Fließheck-Coupé auf der Basis des Bizzarrini GT Corsa 5300. Der Wagen verfügte über einen sieben Liter großen Achtzylinder und nahm damit eine Entwicklung vorweg, die Iso Rivolta beim Iso Grifo, einem Schwesterfahrzeug des Bizzarrini, ein Jahr später selbst umsetzen sollte.

### Der Neri & Bonacini Studio GT Due Litri

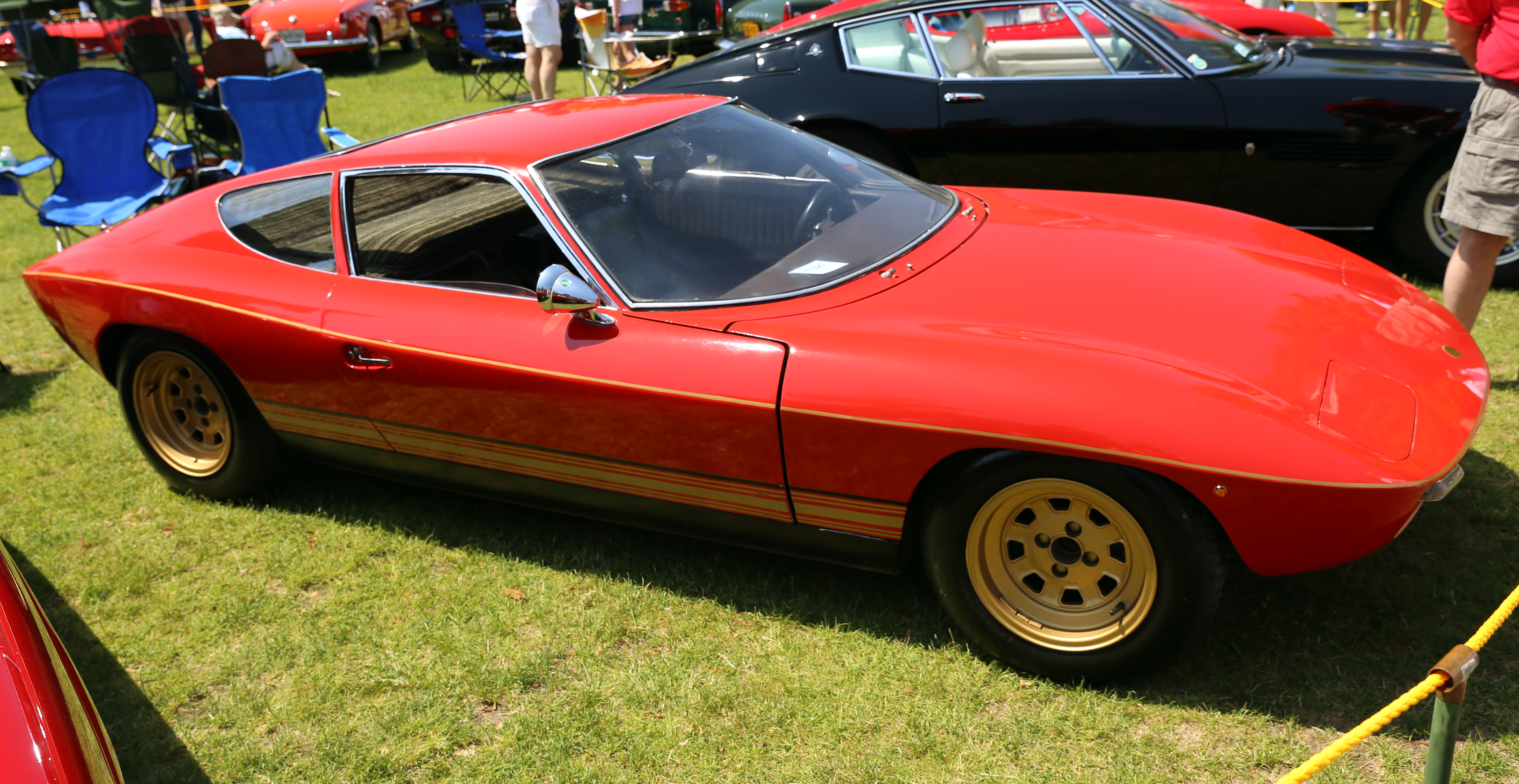
Neri & Bonacini Studio GT Due Litri

1967 entstand die erste (und einzige) Eigenentwicklung des Werks, der Studio GT 2 Litri. Es handelte sich um einen kleinen Sportwagen mit Klappscheinwerfern, Fließheck und Frontmotor, der über ein selbst entwickeltes Chassis verfügte und von einem Vierzylinder des Lancia Flavia angetrieben wurde. Die Gürtellinie war niedrig und leicht geschwungen. Über den Hinterrädern nahm sie einen Schwung nach oben und ging dann in die abfallende C-Säule über. Dieses Gestaltungselement griff AMC einige Jahre später für das AMC-Matador-Coupé auf. Der Studio GT wurde in drei Exemplaren hergestellt, die allesamt als Prototypen fungierten. Eine Serienproduktion war angedacht, kam aber nicht zustande, da Bonacini das Unternehmen vor Vollendung des Studio verließ.